# L'Affaire du Rochile
L'Affaire du Rochile est une nouvelle de science-fiction de Laurent Genefort publiée en 2008 chez l'éditeur ActuSF. Cette nouvelle intègre le cycle d'Omale commencé en 2001. Elle est parue par la suite dans le recueil de nouvelles Les Omaliens en 2012.

## Résumé
Ramin, ancien militaire humain à la retraite qui a combattu les Chiles est convié par son frère (maire du village) à venir enquêter sur une bête qui a tué des dizaines d'humain.
De retour dans son village d'origine pour laquelle il n'éprouve plus aucun attachement, il va enquêter méthodiquement sur ces meurtres qui ont lieu à proximité du village humain et du village Chile voisin où la coexistence est fragile. Les Chiles sont désignés par les humains comme les coupables. Ramin va devoir s'allier avec son ennemi de toujours, une Chile, pour débusquer l'assassin.

## Éditions
- Laurent Genefort, L'Affaire du Rochile, éditions ActuSF, collection Les Trois Souhaits no 10, illustration d'Olivier Vatine, février 2008  (ISBN 978-2-9522502-9-0).
- Réédition Denoël dans le recueil Omale, l'Aire humaine tome 2, collection Lunes d'encre no 139, illustration Manchu, octobre 2012  (ISBN 978-2-207-10968-7).
- Réédition Gallimard dans le recueil Omale, l'Aire humaine tome 2, collection Folio SF no 508, illustration Manchu, février 2015  (ISBN 978-2-07-046276-6).